# 冒険王 (映画)
『冒険王』（原題：冒險王、英題：Dr.WAi in the Scripture with No Words）は、1996年制作の香港映画である。

## 香港公開版と日本公開版のストーリーの相違
本作品にはオリジナルの香港公開版と日本公開版が存在し、ストーリーや設定、編集が大きく異なる。
香港版では冒険王を主人公とした小説を現代の作家が綴るといういわばメタフィクションの形で物語が展開し、一方日本版では冒険王の物語は彼の息子が父親に聞いた体験談として語られる。香港版では現代パートの登場人物達が小説「冒険王」パートにも別の役名で登場している。

### 香港版あらすじ
冒険小説「冒険王」を連載中の作家チョウはスランプに苦しんでいた。追い討ちをかけるように妻モニカに離婚を切り出されて自暴自棄になったチョウを見かねた後輩のシンとイボンヌは勝手に「冒険王」の続きを書き始める。そんな中モニカがエレベーター事故に巻き込まれ、彼女を病院に運ぼうとしたチョウも運転を誤って重傷を負う。モニカと共に入院することになったチョウは病室で執筆を再開する。

### 日本版あらすじ
著名な考古学者にして冒険家のワイは、中国政府より、手にしたものに強大な力を授け未来を見通すことができるという秘宝“経箱”と“真経”を探し出すよう依頼をされる。秘宝の情報を求めて日本領事館に忍び込んだワイは、そこで一人の日本女性ユンフンと出会う。美しいユンフンに心惹かれるワイだが彼女の正体は秘宝を狙う日本軍の将軍だった。秘宝を狙う盗賊のニーバイもあらわれ、秘宝をめぐる闘いは激化していく。

## キャスト
| 役名（冒険王パート）        | 役名（現代パート） | 俳優               | 日本語吹替 |
| --------------------------- | ------------------ | ------------------ | ---------- |
| ワイ博士（考古学者/冒険家） | チョウ             | ジェット・リー     | 池田秀一   |
| パオ（助手）                | シン               | 金城武             | 島田敏     |
| ユンフン（香港版：加美子）  | モニカ             | ロザムンド・クワン | 田中敦子   |
| シン                        | イボンヌ           | チャーリー・ヤン   | 冬馬由美   |
| 編集長                      | 編集長             | ロー・ガーイン     | 広瀬正志   |
| 大佐                        | チャン弁護士       | ビリー・チョウ     | 金尾哲夫   |
| ニーバイ（盗賊）            | /                  | コリン・チョウ     | 稲葉実     |